# 樋口叶
樋口 叶（ひぐち かける、2001年4月23日 - ）は、熊本県球磨郡山江村出身のプロサッカー選手。J3・AC長野パルセイロ所属。ポジションはフォワード（FW）。

## 来歴
中学校進学と同時にロアッソ熊本のアカデミーへ加入。熊本ユースでは高校2年次からエースナンバー「10」を背負い、高校3年次の2019年8月、トップチームに2種登録された。
2020年より、トップチームへ昇格した。スペースでボールを受けて前へ運ぶ能力を評価されてシーズン終盤には公式戦デビューを果たし、デビュー戦試合で1アシストを記録。ゴールは無かったが最終的には2アシストを記録した。
2022年、JFLの高知ユナイテッドSCに育成型期限付き移籍。2022年10月26日にロアッソ熊本との契約が2022年を以て満了となることが発表された。
同年11月28日、カンセキスタジアムとちぎで行われたJリーグ合同トライアウトに出場した。
2022年12月26日に高知ユナイテッドSCへの完全移籍を発表。
2024年12月26日、AC長野パルセイロに完全移籍を発表。

## 所属クラブ
- ひとよしFC (山江村立山田小学校)
- 2014年 - 2016年 ロアッソ熊本ジュニアユース (山江村立山江中学校→御船町立御船中学校)
- 2017年 - 2019年 ロアッソ熊本ユース (熊本県立御船高等学校)
  - 2019年8月 - 同年12月  ロアッソ熊本 (2種登録選手)
- 2020年 - 2022年  ロアッソ熊本
  - 2022年  高知ユナイテッドSC (期限付き移籍)
- 2023年 - 2024年  高知ユナイテッドSC
- 2025年 -  AC長野パルセイロ

## 個人成績
| 国内大会個人成績 | 国内大会個人成績 | 国内大会個人成績 | 国内大会個人成績 | 国内大会個人成績 | 国内大会個人成績 | 国内大会個人成績 | 国内大会個人成績 | 国内大会個人成績 | 国内大会個人成績 | 国内大会個人成績 | 国内大会個人成績 |
| 年度             | クラブ           | 背番号           | リーグ           | リーグ戦         | リーグ戦         | リーグ杯         | リーグ杯         | オープン杯       | オープン杯       | 期間通算         | 期間通算         |
| 年度             | クラブ           | 背番号           | リーグ           | 出場             | 得点             | 出場             | 得点             | 出場             | 得点             | 出場             | 得点             |
| 日本             | 日本             | 日本             | 日本             | リーグ戦         | リーグ戦         | リーグ杯         | リーグ杯         | 天皇杯           | 天皇杯           | 期間通算         | 期間通算         |
| ---------------- | ---------------- | ---------------- | ---------------- | ---------------- | ---------------- | ---------------- | ---------------- | ---------------- | ---------------- | ---------------- | ---------------- |
| 2020             | 熊本             | 27               | J3               | 15               | 0                | -                | -                | -                | -                | 15               | 0                |
| 2021             | 熊本             | 17               | J3               | 8                | 0                | -                | -                | 0                | 0                | 8                | 0                |
| 2022             | 高知             | 7                | JFL              | 25               | 3                | -                | -                | 1                | 0                | 26               | 3                |
| 2023             | 高知             | 7                | JFL              | 20               | 3                | -                | -                | 3                | 0                | 23               | 3                |
| 2024             | 高知             | 7                | JFL              | 28               | 3                | -                | -                | 2                | 0                | 30               | 3                |
| 2025             | 長野             | 15               | J3               |                  |                  |                  |                  |                  |                  |                  |                  |
| 通算             | 日本             | 日本             | J3               | 23               | 0                | -                | -                | 0                | 0                | 23               | 0                |
| 通算             | 日本             | 日本             | JFL              | 73               | 9                | -                | -                | 6                | 0                | 79               | 9                |
| 総通算           | 総通算           | 総通算           | 総通算           | 96               | 9                | -                | -                | 6                | 0                | 102              | 9                |

その他の公式戦
- 2024年
  - J3・JFL入れ替え戦：1試合0得点

出場歴
- Jリーグ初出場 - 2020年8月2日 J3第8節 福島ユナイテッドFC戦 (えがお健康スタジアム)